# Гордон Олександр Володимирович
Олександр Володимирович Гордон (1 жовтня 1937 , Дніпро ) — радянський і російський історик, культуролог, франкознавець, сходознавець, синолог, селянознавець. Доктор історичних наук, головний науковий співробітник та завідувач сектору Східної та Південно-Східної Азії відділу Азії та Африки ІНІСН.

## Біографія та творчість
Закінчив істфак Ленінградського університету (1959), фахівець з історії Франції, учень Я. М. Захера, від якого, як згадував, «успадкував інтерес до так званих низів, міської та сільської „маси“ і, відповідно, до вивчення її місця в Революції>». Згадував: «Хоч у моєму дипломі записано „Викладач історії середньої школи“, педпрактика у нас тривала кілька маловиразних тижнів. Натомість мій університетський „сільгоспстаж“ досяг до закінчення чистих шести місяців. І це був дуже змістовний університет (заняття в якому було продовжено у ФБСН)». З 1961 року в секторі сходознавства Фундаментальної бібліотеки суспільних наук (ФБСН, із 1968 року ІНІСН), пройшов шлях від старшого редактора/молодшого наукового співробітника до завсектором Східної та Південно-Східної Азії ІНІСН. Змінив у ФБСН однофамільця Л. А. Гордона. Познайомився зі Світланою Марносовою, що працювала там, яка стала Гордон.
У 1968 захистив кандидатську дисертацію з Французької революції («Установлення якобінської диктатури», науковий керівник — А. З. Манфред). У 1989 здобув ступінь доктора історичних наук за монографію «Селянство Сходу: історичний суб'єкт, культурна традиція, соціальна спільність».
У 2000-х роках вів спецкурси в Саратовському університеті та РДГУ.
Область наукових інтересів: загальна історія, історія Франції, селянознавство, соціальні та політичні процеси у Китаї. Згадував, що його звернення до селянознавства «почалося зі Сходу», а «після Фанона від Африки та Близького Сходу перейшов до Сходу Далекого» (див. нижче про монографію про Фанона), тоді як «наш відділ стараннями А. І. Фурсова та Ю. В. Чайникова, що приєдналися до мене у 1980-х роках, став центром історіографії із селянознавчої проблематики»; «мені виявився близьким жанр соціальної антропології, коли в центрі людина, її життя, її картина світу. А не клітина обумовленості зовнішніми факторами, у яку вона поміщена! І коли постало питання про власну профідентичність, я самовизначився в бік історичної антропології. Не соціології — за всієї моєї поваги до цього напряму. Мабуть, це був кульмінаційний момент мого селянознавчого становлення…». Проф. В. В. Бабашкін вказував Гордона одним із найавторитетніших учасників семінару «Сучасні концепції аграрного розвитку».
Входить до редради наукового журналу «Селянознавство».
Автор понад 200 наукових публікацій. Публікувався у виданнях: «Французький щорічник», «Росія та сучасний світ», «Вісник РДГУ». Автор монографії про Франца Фанона.
- Проблеми національно-визвольних змагань у творчості Франца Фанона. М: Наука, 1977.
- Падіння жирондистів: Народне повстання в Парижі 31 травня — 2 червня 1793 М.: Наука, 1988.
- Селянство Сходу: Історичний суб'єкт, культурна традиція, соціальна спільність. М: Наука, 1989.
- Новий час як тип цивілізації. М., 1996.
- Цивілізація Нового часу між світ-культурою та культурним ареалом (Європа та Азія у XVII—XX ст.). Науково-аналітичний огляд. Москва, ІНІСН РАН, 1998. 130 с.